# Sōkyū no Fafner
Sōkyū no Fafner (蒼穹のファフナー?, Sōkyū no Fafunā) anche noto con i titoli internazionali Fafner in the Azure e Fafner Dead Aggressor è una serie televisiva anime di ventisei episodi andati in onda dal 4 luglio 2004 al 26 dicembre 2004, prodotta dalla Xebec. La serie ruota intorno alle storie di un gruppo di giovani piloti di mecha (i Fafner del titolo) sullo sfondo di una cruenta guerra che li vede contrapposti contro una razza di alieni giganti chiamati Festum. Alla serie è seguito uno speciale televisivo intitolato Sōkyū no Fafner - Single Program - Right of Left- (蒼穹のファフナー RIGHT OF LEFT ～single program～?) andato in onda il 29 dicembre 2005, un lungometraggio cinematografico intitolato Fafner: Heaven and Earth (蒼穹のファフナー Dead Aggressor HEAVEN AND EARTH?, Sōkyū no Fafner: Dead Aggressor: Heaven and Earth), proiettato nei cinema giapponesi il 25 dicembre 2010, una seconda serie televisiva di ventisei episodi andata in onda da gennaio a dicembre 2015, intitolata Sōkyū no Fafner: Dead Agressor: Exodus, ed una terza serie televisiva prevista per il 2019, intitolata Sōkyū no Fafner: Dead Agressor: The Beyond.
Il character design della serie è stato curato da Hisashi Hirai, principalmente conosciuto per il suo lavoro in serie come Infinite Ryvius, s-CRY-ed, Gundam Seed e Gundam Seed Destiny. Tow Ubukata, autore di anime come Le Chevalier D'Eon e Mardock Scramble, ha invece curato la sceneggiatura per la serie. Naohiro Washio è infine autore del mecha design, mentre la regia dell'opera è affidata a Nobuyoshi Habara.

## Trama
All'inizio della storia, una buona parte della superficie terrestre è stata completamente annientata da una misteriosa razza di giganteschi alieni fluttuanti conosciuti come Festum. La sperduta isoletta giapponese di Tatsumiyajima (竜宮島? lett. Isola del palazzo del dragone) è riuscita a sopravvivere alla catastrofe grazie allo sviluppo di una tecnologia in grado di mimetizzare l'intera isola. Gli abitanti più giovani dell'isola tuttavia sono completamente all'oscuro dell'esistenza dei Festum e di quanto accaduto nel resto del mondo, e rimangono del tutto sorpresi quando all'improvviso un Festum appare nei cieli di Tatsumiyajima ed inizia ad attaccare. Le autorità dell'isola attivano immediatamente i sistemi di difesa dell'isola e tentano di respingere l'attacco, senza grande fortuna, finendo solo per aumentare il numero di vittime del festum, che vengono eliminate in un processo di "assimilazione". Come ultima spiaggia, viene ordinato l'impiego di un mecha chiamato Fafner Mark Elf, ma il suo pilota viene ucciso prima ancora di essere in grado di salire a bordo. Senza più alternative valide, viene inviato a bordo del Fafner, il giovane Kazuki Makabe (真壁 一騎?, Makabe Kazuki), figlio del comandante Fumihiko Makabe (真壁 史彦?, Makabe Fumihiko), a cui viene affiancato per assistenza Soushi Minashiro (皆城 総士?, Minashiro Sōshi), dai comandi del Siegfried System.
Il Festum viene distrutto, ma ormai scoperta la posizione dell'isola di Tasumiyajima, gli adulti decidono di spostare l'isola (che in realtà è una piattaforma). Nel frattempo per prevenire l'eventualità di altri attacchi vengono rapidamente costruite nuove unità Fafner e vengono istruiti nuovi giovani piloti, fra cui Maya Tomi (遠見 真矢?, Tōmi Maya) e Misao Kurusu (来主 操?, Kurusu Misao). Viene anche rivelato come la mimetizzazione dell'isola non serviva a nascondere l'isola di Tasumiyajima soltanto ai Festum, ma anche al resto del genere umano, che è alla ricerca della grande tecnologia dell'isola per avviare la guerra.